# جدار بوس العظيم

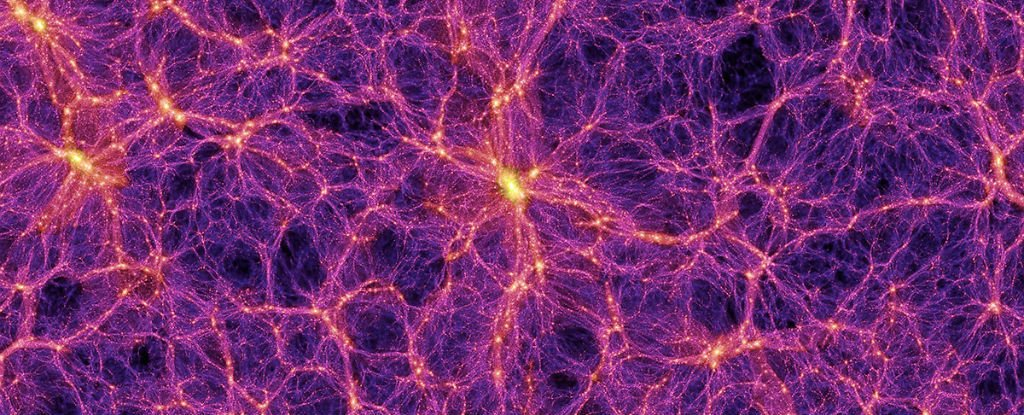
جدار بوس العظيم (صورة توضيحية)

جدار بوس العظيم  (بالإنجليزية: BOSS Great Wall)‏، وهو جدار مجري أي مجموعة من عناقيد نجمية فائقة، وقد أكتشف سنة 2016. ويمتد لمسافة تقدر بمليار سنة ضوئية. الأمر الذي يجعله أكبر بنية كونية مُكتشفة في الفضاء حتى الآن. ويتكون من كتلة أكبر من كتلة درب التبانة ب10000 مرة. ويحتوي على 830 مجرة مرئية، عدا غيرها معتمة بحيث لايمكن النظر إليها. أي أنه يحتوي على خمسة أضعاف من المجرات مقارنة مع قطعة من نفس الحجم في الفضاء. ويقدر انزياح الأحمر لديها ب z= 0.47‏ (z هو عدد طول هابل ≈ 6800 مليون سنة ضوئية).
تبدو تسمية جدار بوس العظيم متناغمة مع حجمه الهائل، إلا أنها في الواقع مُستقاة من المسح الطيفي للتذبذب الباريوني (Baryon Oscillation Spectroscopic Survey) أو اختصاراً BOSS. يعد جدار بوس العظيم عبارة عن سلسلة من العناقيد المجرية المتصلة مع بعضها بواسطة الغازات، وهو يبعد عن الأرض مسافة تتراوح بين 4,5 مليار و6 مليارات سنة ضوئية. تبقى تلك العناقيد مرتبطة بفضل الجاذبية التي تساعدها أيضاً على الالتفاف والدوران مثل الدوامة من خلال الفراغ في الفضاء. 
اكتشفت هذه البنية الضخمة وفقاً لـ جوشوا سوكول Joshua Sokol من مجلة New Scientist من قبل فريق علمي في معهد جزر الكناري للفيزياء الفلكية، وهي تتكون من 830 مجرة منفصلة كما تمتلك كتلة تفوق كتلة مجرة درب التبانة بحوالي 10 آلاف مرة. ولتوضيح مدى الحجم الهائل الذي تتمتع به هذه البُنية، يكفي القول أننا ندور حول نجم واحد هو الشمس، بينما تمتلك مجرتنا درب التبانة أكثر من 200 مليار نجم شبيه بالشمس، بالإضافة إلى عدد مجهول من الكواكب التي تدور حولها. والآن، قم بضرب هذه الأرقام كلها بـ 10 آلاف وستحصل على جدار بوس العظيم الذي يبدو دون نهاية وفقاً لمجالنا المحدود. 
على الرغم مما سبق، لا يتفق الجميع على أن جدار بوس العظيم يُمكن اعتباره هيكلاً (بِنية) على الإطلاق، والحجة هي أن هذه العناقيد المجرية الفائقة غير متصلة أبداً، حيث توجد بينها فجوات ومناطق مُنخفضة ترتبط مع بعضها نوعاً ما بواسطة غيوم الغاز والغبار. 
يتسبب هذا الارتباط الضعيف في حدوث جدل كبير في كل مرة يكتشف فيها هيكل على هيئة «جدار عظيم» مثل هذا. وفي نهاية المطاف، يبدو أن الحجج تختزل إلى التعاريف الشخصية لما قد يشكل هيكلاً واحداً، وهنا يتفق أغلب الباحثين على أنها (أي التعاريف) تصب جميعها في خانة واحدة. 
بغض النظر عن كلِّ الجدل المثار حول الموضوع، فإن جدار بوس العظيم هو أكبر جرم مُكتشف في الفضاء إلى الآن. ولا يقف الأمر عند هذا الحد، فحقيقة وجود العديد من الجدران الكبيرة المُكونة من العناقيد المجرية التي تطوف على بعد آلاف وملايين السنين الضوئية، تجعلنا نُصاب بمزيد من الدهشة والحيرة. 
وبالإضافة إلى كونها عمودية بشكل مدهش، فإن شبكة المجرات ستساعد الباحثين على فهم أفضل لكيفية تكوين الكون بعد حدوث الانفجار العظيم. وما يثير الجنون أيضاً هو أن هذا الاكتشاف الجديد الذي يصفه العلماء بـملك السماء نظراً لضخامته، قد يفقد لقبه في المستقبل القريب .

## وصلة خارجية
- https://nasainarabic.net/main/articles/view/astronomers-declare-the-boss-great-wall-the-biggest-thing-in-ever-found-in-the-universe

ناسا بالعربي اكتشاف اضخم جرم سماوي في الكون

## اقرأ أيضا
- السور الكبير
- فراغ (فلك)
- مسح انزياح أحمر CfA
- تضخم كوني